# DSA-252
La DSA-252 es una carretera perteneciente a la Red Secundaria de la Diputación Provincial de Salamanca que une las localidades de Nava de Béjar y Ledrada.

## Origen y Destino
La carretera  DSA-245  tiene su origen en Nava de Béjar, en la intersección con la carretera  N-630 , y termina en Ledrada en la intersección con la carreteras  DSA-250 , formando parte de la Red de carreteras de Salamanca.